# Móricz Mihály
Móricz Mihály (Budapest, 1948. március 1. –) magyar rockzenész, gitáros, énekes.

## Pályafutása
Pályáját az 1960-as években kezdte. A Sakál-Vokál, a Fonográf együttes, a NOCoMMent, és a Tolcsvayék és a Trió (utóbbival egyidejűleg a KITT-egylet) tagja volt. A Tolcsvayék és a Trió, Zalatnay Sarolta, Koncz Zsuzsa, Peremartoni Krisztina, a Fonográf és a NOcoMMent, valamint Halász Judit számára komponált dalokat. Mint stúdiózenész a Magyar Mise, a Dr. Herz, a Mária Evangéliuma, az István, a király című művek felvételein és Tolcsvay László, Bródy János, Szörényi Levente és Cseh Tamás szólólemezein közreműködött.